# Salominao
Salominao (gruz. სალომინაო) – wieś w Gruzji, w regionie Imeretia, w gminie Wani. W 2014 roku liczyła 782 mieszkańców.

## Urodzeni
- Konstantin Eristawi